# Finby, Närpes stad
Finby är en by i Närpes stad. I stadens centrumområde åtskiljs Finby och centrumbyn Näsby åt av Närpes å. Strukturellt består den till ytan stora byn av såväl ren landsbygd, med vidsträckta odlingsmarker, som tätbebyggda bostadsområden. En betydande del av stadens industri finns också i byn. Kända exempel är karosserifabriken Närko och sängtillverkaren Unituli. Där ligger också järnvägsstationen på Sydbottenbanan, som inte längre trafikeras. I byn finns också stadens högst belägna punkt, Goljatberget.
Orten omnämns första gången i historiska källor år 1331, då Klas Bengtsson i "Nærpes" pantsatte sitt gods i Finby till biskop Bengt i Åbo för 80 mark på grund av en skuld.
Vid den s.k. Gamla bron finns ett minnesmärke över striderna på platsen under 1808-09 års krig. Ryska trupper härjade då i byn och brände ned delar av den. Byns försvarare bestod till stor del av bönder som mobiliserats, förstärkta med en del manskap ur den svensk-finländska armén.
Svartbäcken är en del av Finby.